# Schelptoren

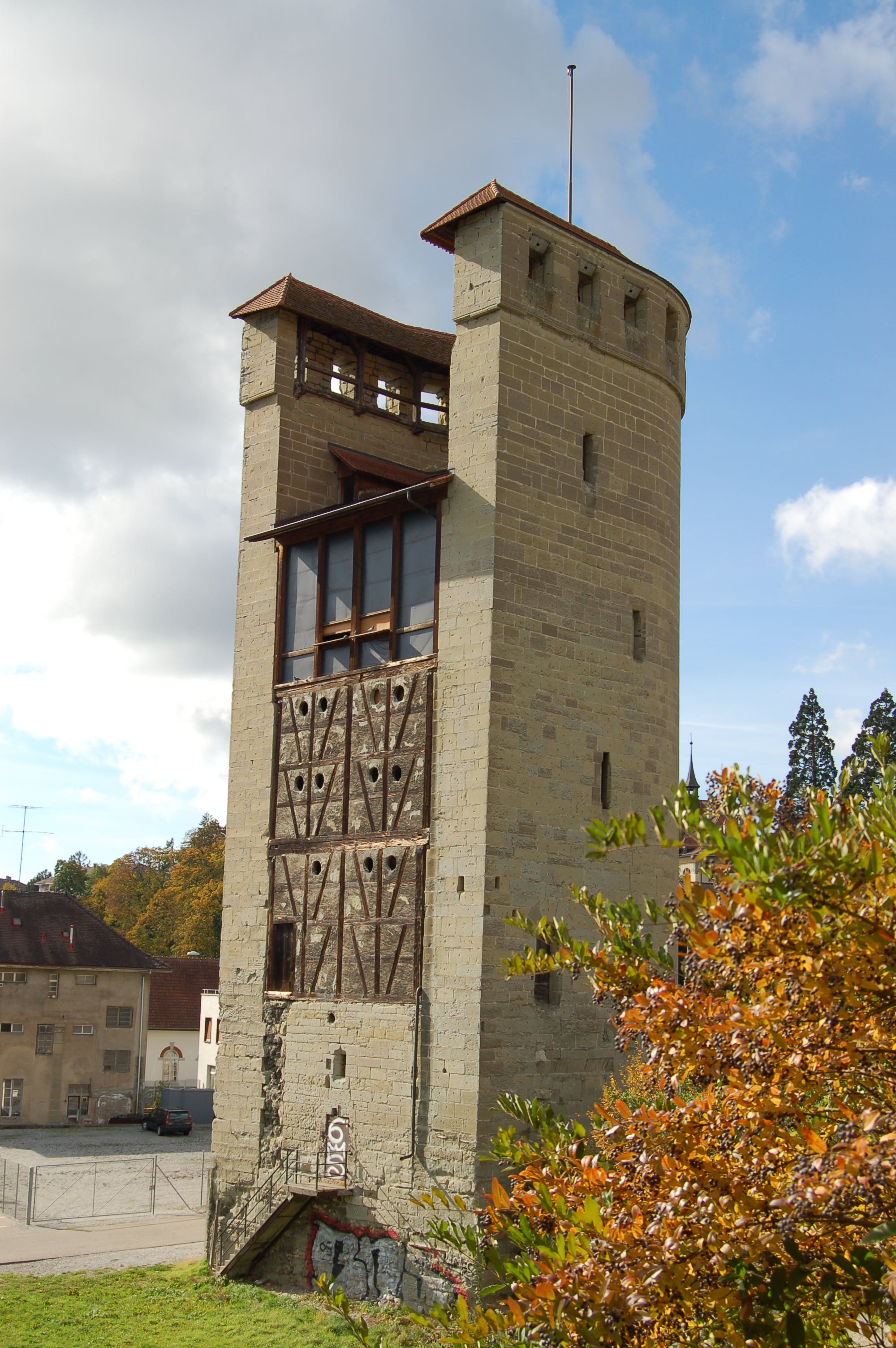
Schelptoren in de stadsmuur van Fribourg

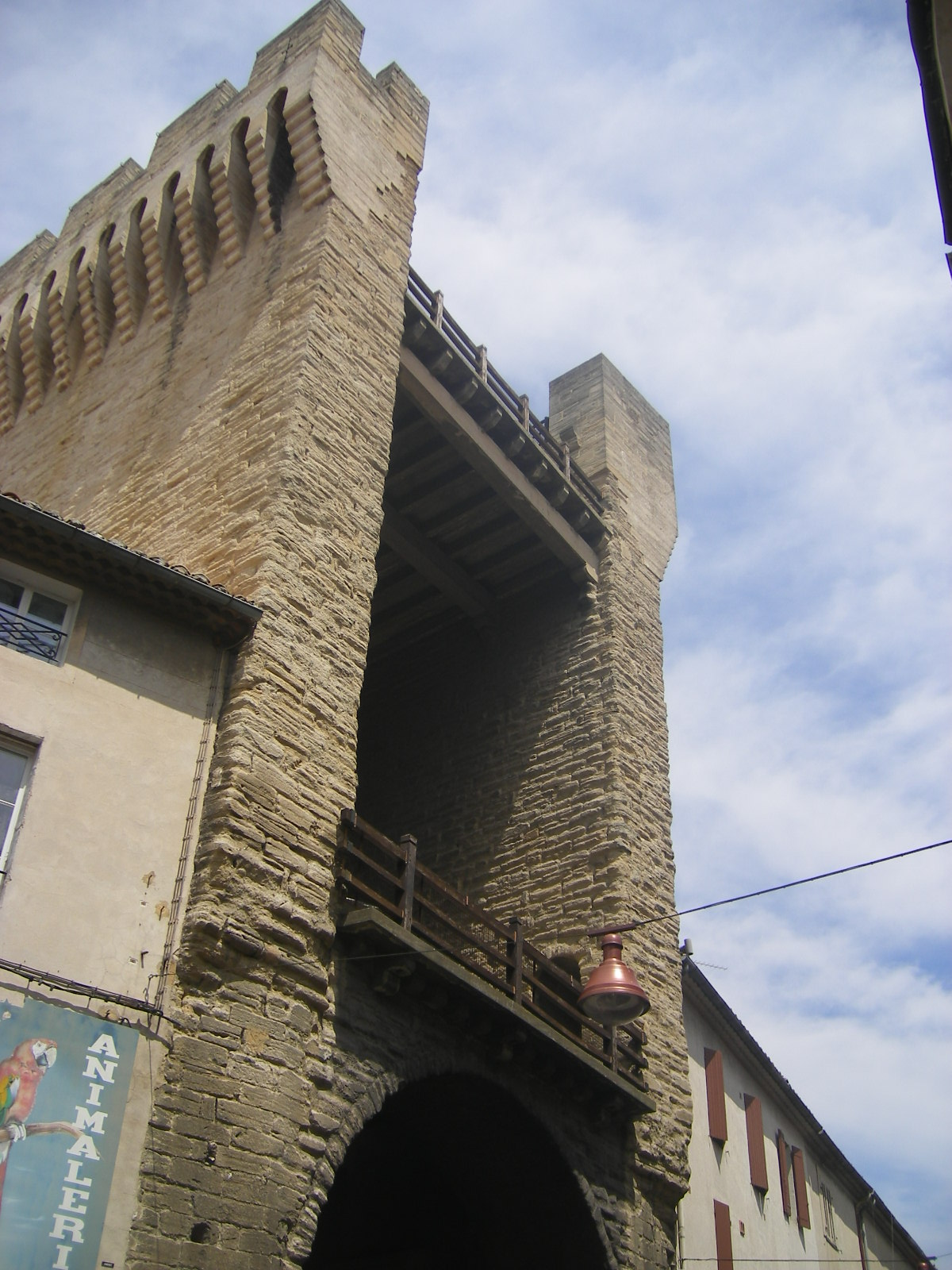
Porte d'Orange in Carpentras, als schelptoren gebouwde stadspoort

Een schelptoren is een type weertoren dat toegepast werd in de muren van verdedigingswerken, zoals een stadsmuur, waarin de torens naar buiten uitspringen. Ook stadspoorten kunnen in deze vorm zijn opgebouwd.
In tegenstelling tot volledig gesloten torens die volledig omring werden door muren, zijn schelptorens aan de naar binnen gerichte zijde, bijvoorbeeld de stadszijde, open. Aan de open zijde werden houten relingen geplaatst om te voorkomen dat mensen of objecten vielen. Voor een deel was de open achterzijde afgesloten met houten gevelbeplating of met lichte houten wanden.
De meeste schelptorens hadden de plattegrond van een halve cirkel, maar er waren er ook met een vierkante plattegrond.

## Voorbeelden

### Halfronde schelptorens
- De torens aan de Armenhage en Bornhovestraat uit de tweede helft van de 13e eeuw en de toren aan de Geweldigershoek en Tengnagelshoek uit het begin van de 14e eeuw te Zutphen[bron?]
- Bergerschanzturm in Aken, Duitsland
- Karlsturm in Aken
- Schildturm in Aken
- Wehrturm am Gänsbühl in Ravensburg, Duitsland

Stadsmuurtorens in:
- Dinkelsbühl, Duitsland
- Bad Hersfeld, Duitsland
- Einbeck, Duitsland
- Fribourg, Zwitserland

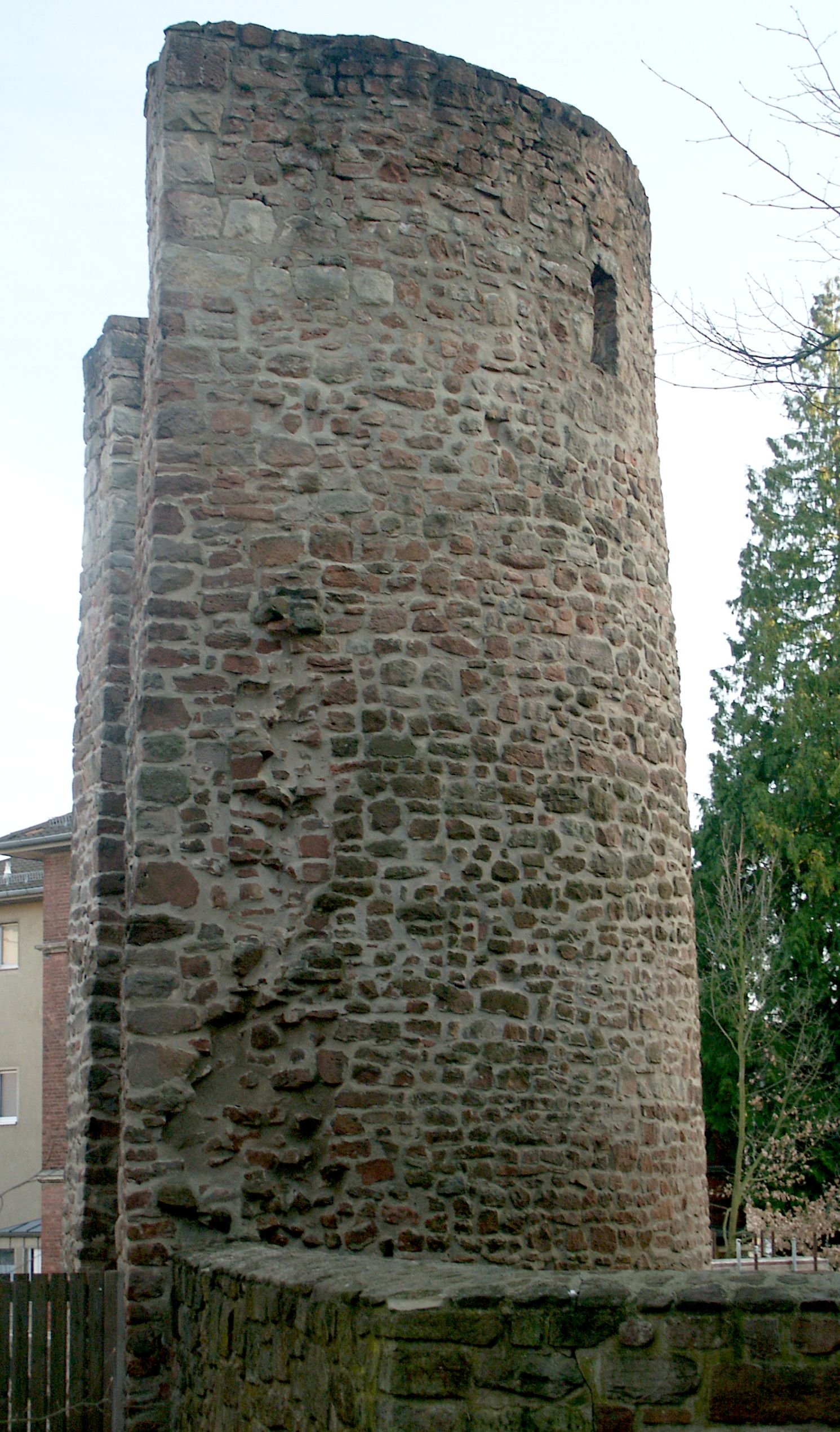
Bad Hersfeld
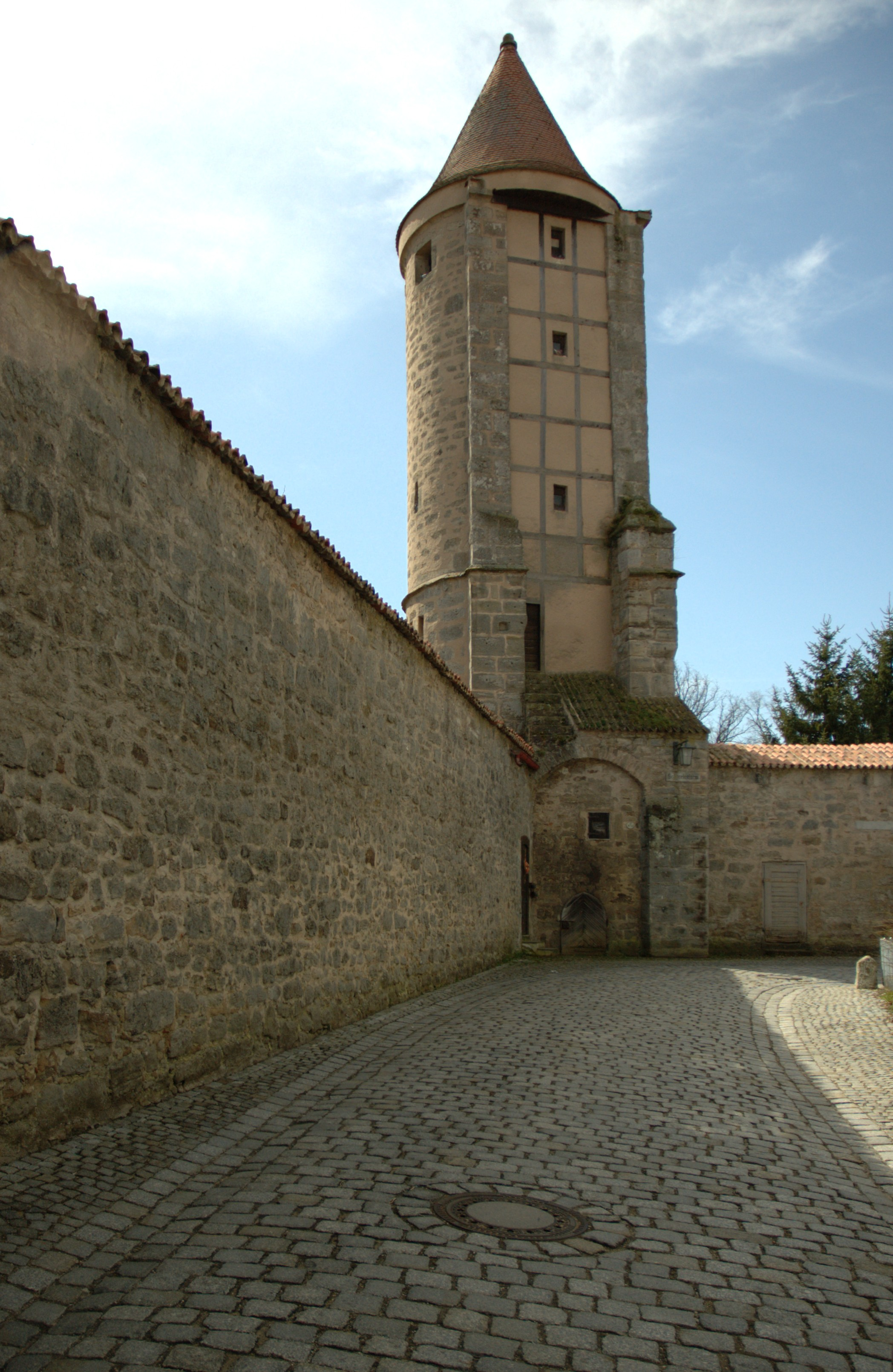
Dinkelsbühl
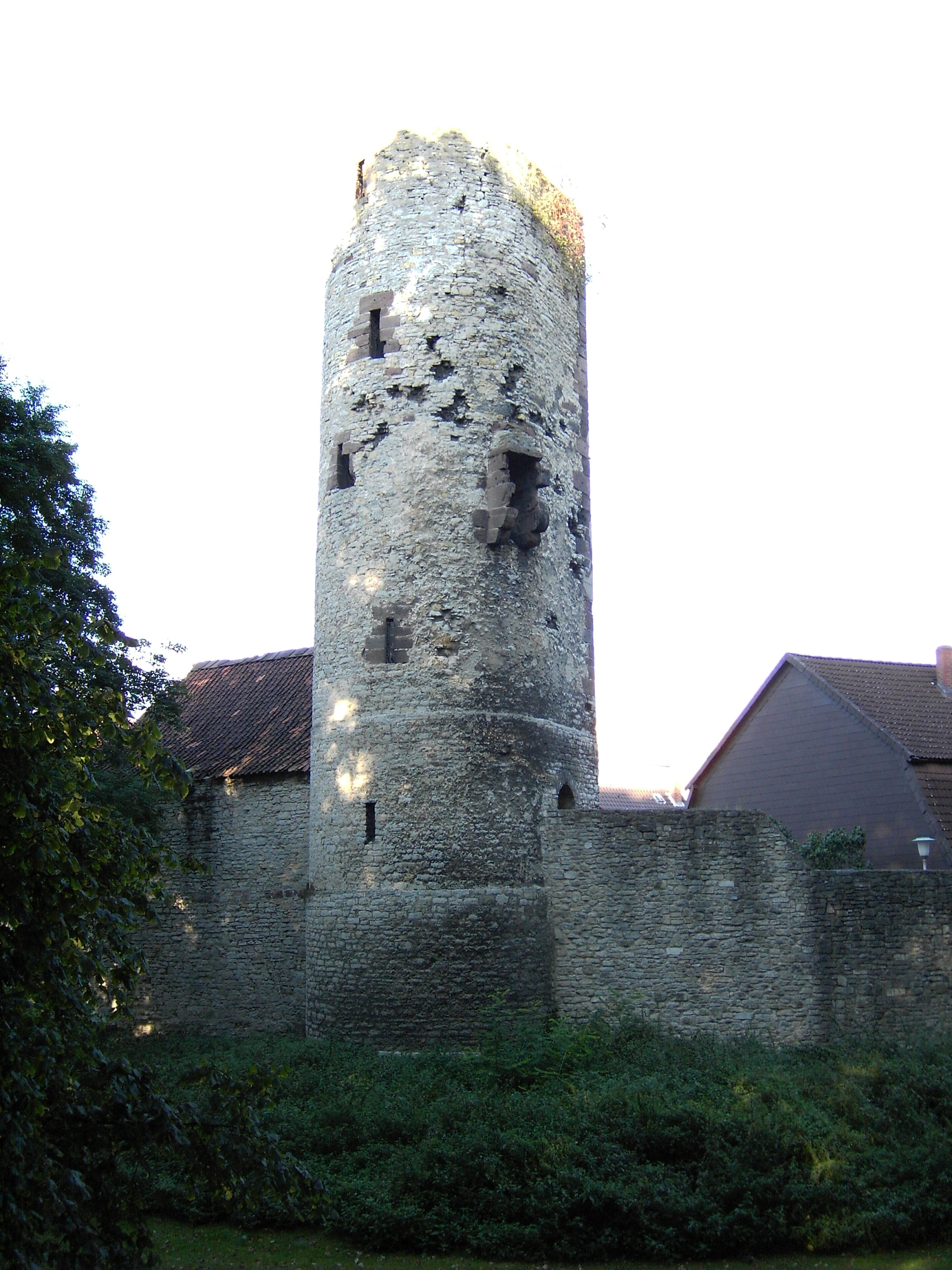
Einbeck
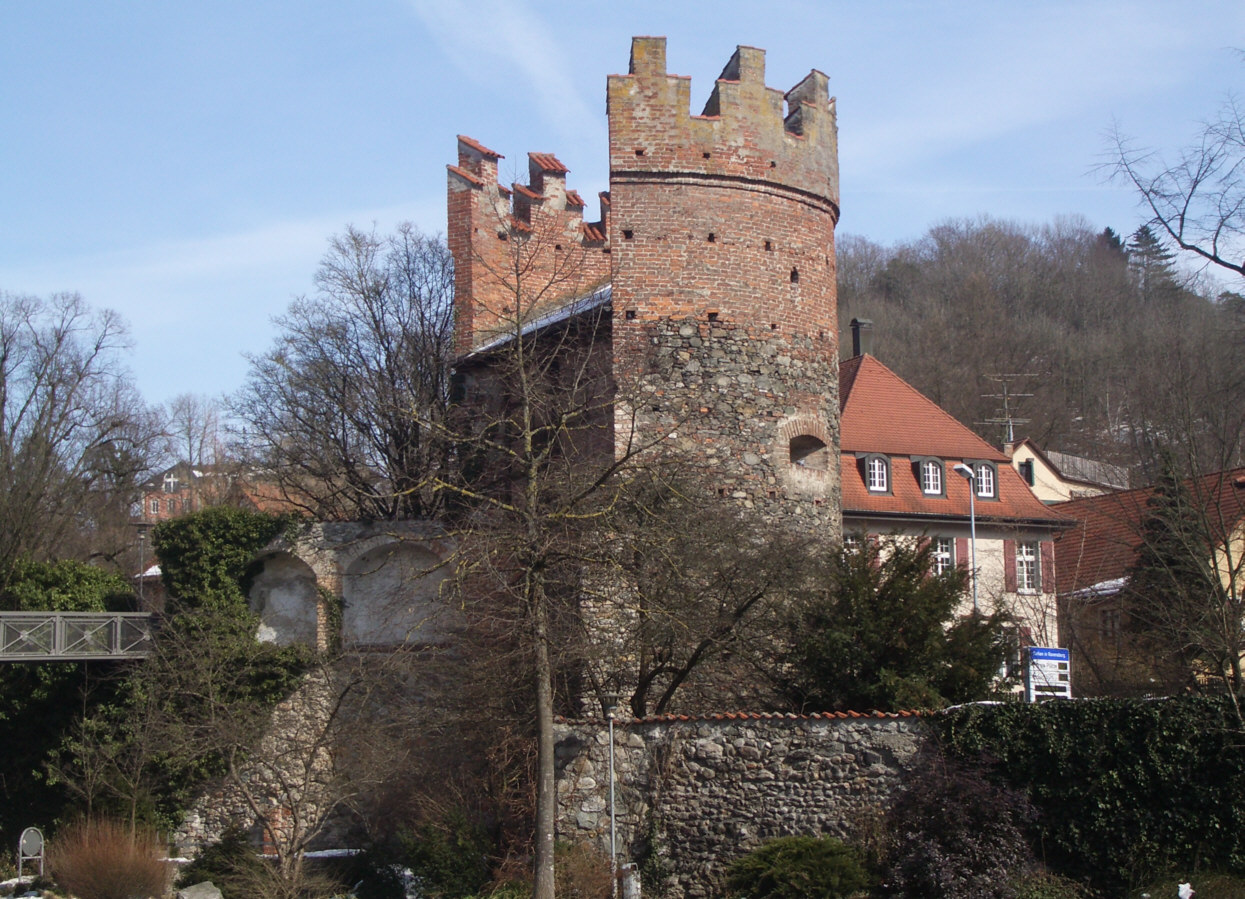
Ravensburg

### Rechthoekige schelptorens
- Kruittoren in Zutphen[bron?]
- Krichelenturm in Aken
- Schänzchen in Aken
- Porte d'Orange in Carpentras, Frankrijk

Stadsmuurtorens in:
- Payerne, Zwitserland
- Ston, Kroatië
- Głogów, Polen

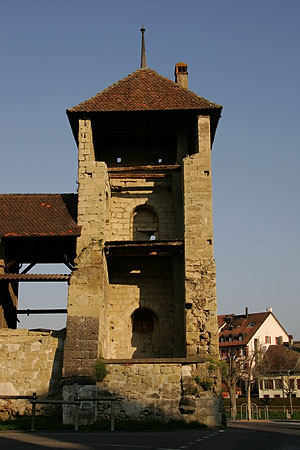
Payerne
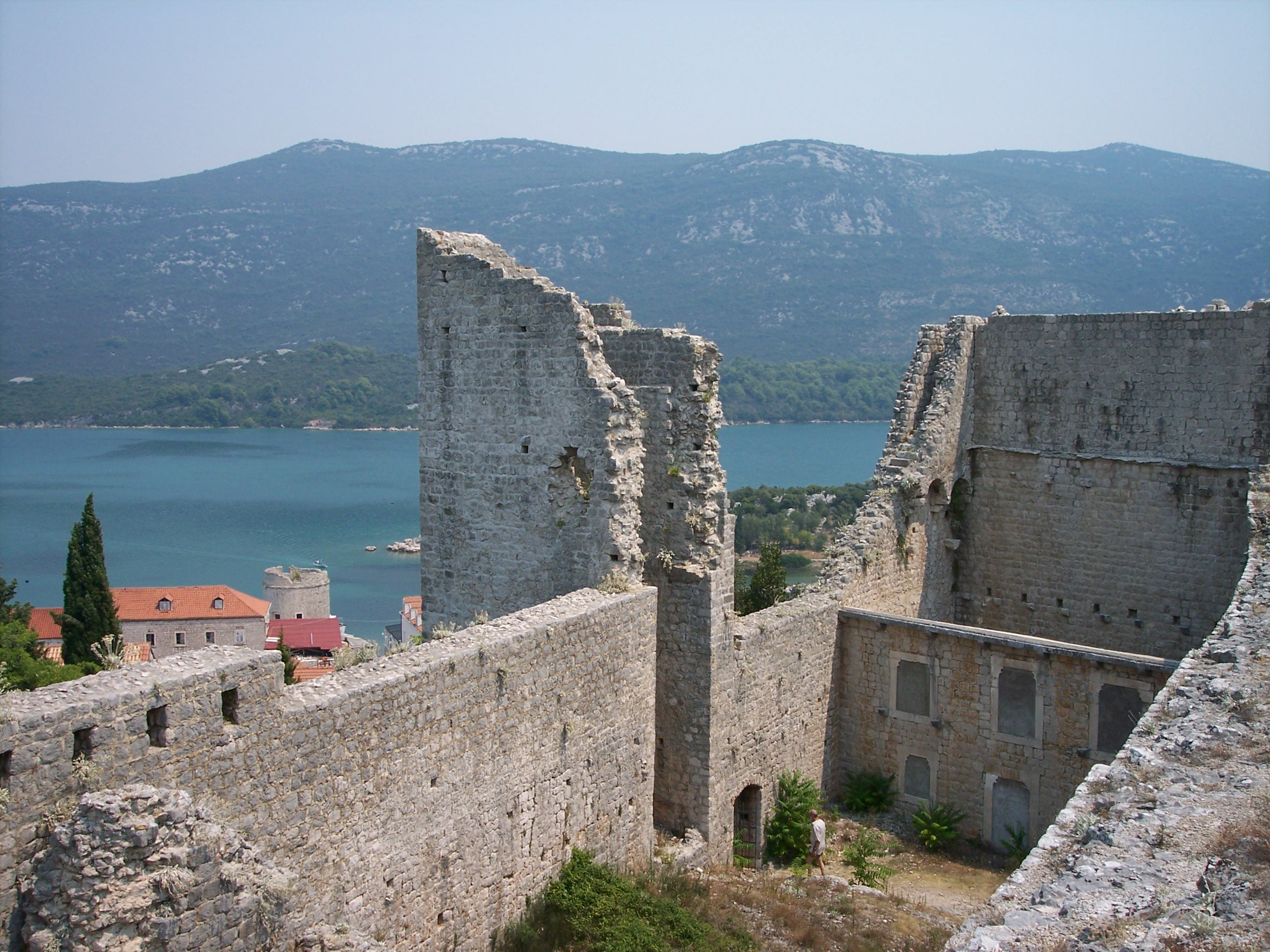
Ston
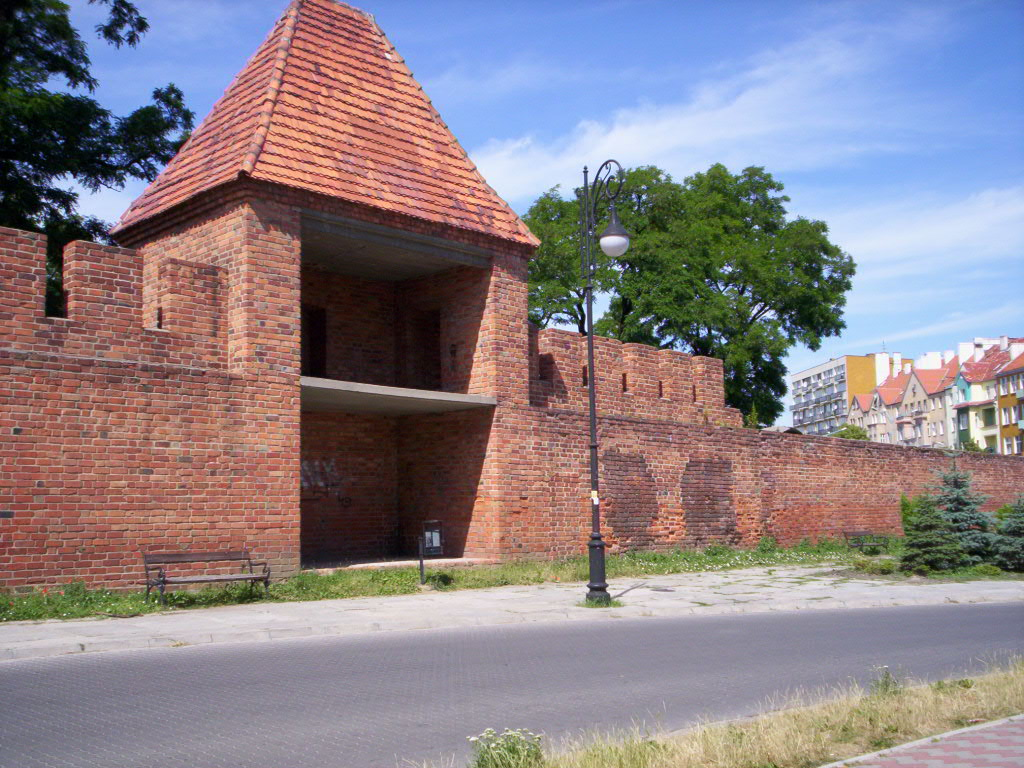
Głogów
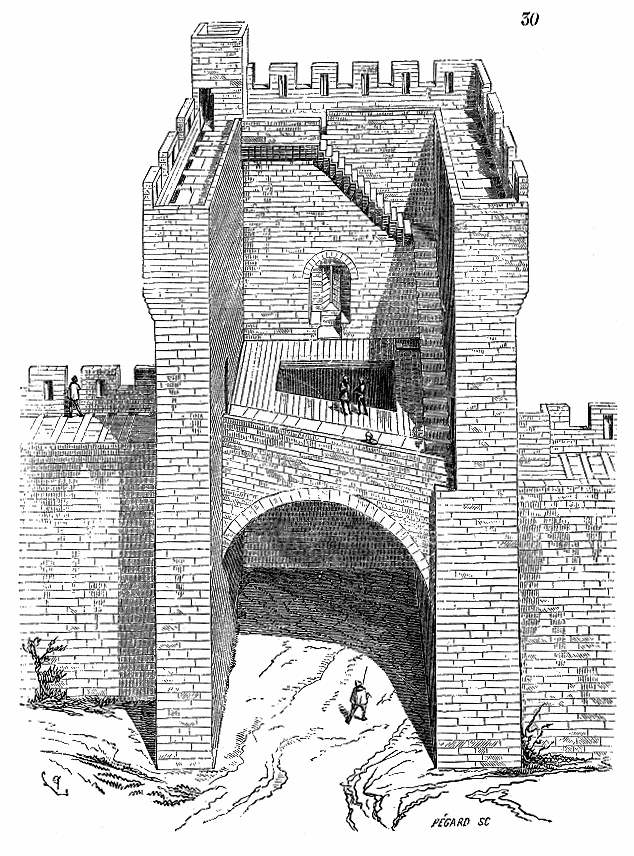
Avignon